# Грей, Ральф, барон Грей Нонтон
Ральф Фрэнсис Алнвик Грей, барон Грей Нонтонский (англ. Ralph Francis Alnwick Grey, Baron Grey of Naunton 15 апреля 1910, Веллингтон, доминион Новая Зеландия — 17 октября 1999) — британский государственный и колониальный деятель, губернатор Северной Ирландии (1968—1973).

## Биография
Начал свою карьеру в качестве юриста и адвоката, в 1936 г. поступил на государственную службу. В 1956 г. королевой Елизаветой Второй был возведен в рыцарское звание.
- 1957—1959 гг. — заместитель генерал-губернатора Нигерии,
- 1959—1964 гг. — губернатор Британской Гвианы,
- 1964—1968 гг. — губернатор Багамских островов,
- 1968 г. — удостоен звания пэра и введен в палату лордов,
- 1968—1973 гг. — губернатор Северной Ирландии,
- 1973—1979 гг. — заместитель председателя Корпорации по развития Содружества Наций (Commonwealth Development Corporation),
- 1983—1989 гг. — президент Британо-нигерийской ассоциации,
- 1984—1994 гг. — канцлер Университета Ольстера.